# Adolf al VI-lea de Berg

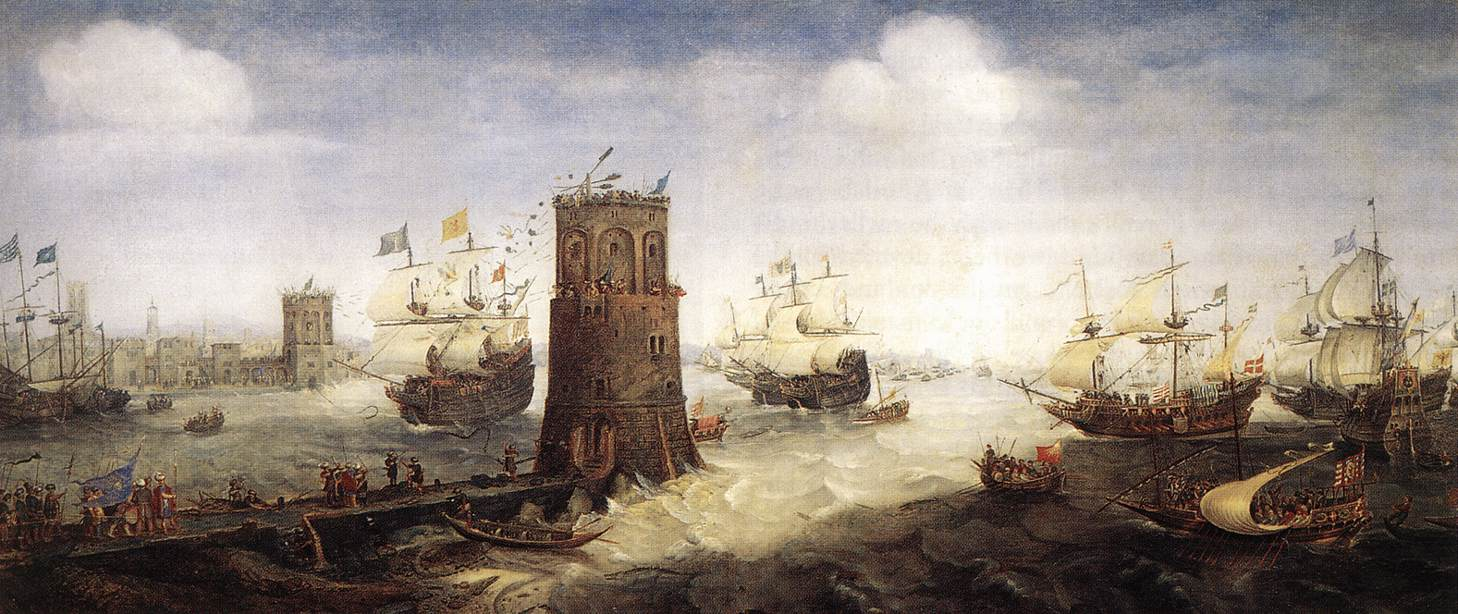
Cruciații luptând pentru cucerirea turnului Damiettei, în Egipt

Adolf al VI-lea (n. înainte de 1176 – d. 7 august 1218, Damietta) a fost comitatul de Berg de la 1197 până la moarte.

## Viața
Adolf a fost fiul contelui Engelbert I de Berg cu Margareta de Geldern și fratele mai mare al arhiepiscopului Engelbert I de Köln (devenit ulterior Sfântul Engelbert). Adolf a fost căsătorit cu Berta de Sayn (d. 1244), fiică a contelui Henric al II-lea de Sayn cu Agnes de Saffenberg. Împreună cu Berta, Adolf a avut o fiică:
- Irmgarda de Berg, moștenitoare a comitatului de Berg (d. 1248–1249).

În 1212, Adolf a luat parte la Cruciada Albigensiană, desfășurată împotriva catarilor din sudul Franței. În 1215 a preluat stăpânirea asupra Kaiserpfalz și Kaiserswerth.
Adolf a plecat în 1218 pentru a participa la cruciada a cincea în Egipt și a murit în 7 august 1218 ca urmare a epidemiei de ciumă care a cuprins trupele renane și frizone în asediul Damiettei, din Delta Nilului.
Fratele său, arhiepiscopul Engelbert de Köln i-a succedat în calitatea de conducător de Berg, comitat care ulterior a revenit soțului fiicei lui Adolf, Irmgarda de Berg.